# Ulrich Reß
Ulrich Reß (* 29. Oktober 1956 in Augsburg) ist ein deutscher Opern-, Operetten-, Lied- und Oratoriensänger in der Stimmlage Tenor. Er ist der Bruder von Wolfgang Reß.

## Leben
In seiner Heimatstadt studierte er von 1975 bis 1978 Gesang am dortigen Leopold-Mozart-Musikkonservatorium bei Franz Kelch. Weiterhin nahm er Gesangsunterricht bei Leonore Kirschstein. Sein erstes Engagement erhielt er als Spieltenor am Theater Augsburg. Mit der Spielzeit 1984/85 wechselte Ulrich Reß an die Bayerische Staatsoper, der er bis zu seinem Ruhestand 2022 als Ensemblemitglied angehörte. 1994 wurde der Künstler zum Bayerischen Kammersänger ernannt.
Ulrich Reß debütierte 1988 als David in Die Meistersinger von Nürnberg bei den Bayreuther Festspielen. Gastspiele führten ihn unter anderem die Musikbühnen von Hamburg, Berlin, Stuttgart, Dresden, Mannheim, Barcelona, Athen, Straßburg, Nizza und nach Japan. 
Zu seinen Partien zählen beispielsweise Scaramuccio in Ariadne auf Naxos, Dr. Blind in Die Fledermaus, Bischof von Budoja in Palestrina, Knusperhexe in Hänsel und Gretel, Walther von der Vogelweide in Tannhäuser und der Sängerkrieg auf der Wartburg, Valzacchi in Der Rosenkavalier, Junker Spärlich in Die lustigen Weiber von Windsor, Pong in Turandot, Monostatos in Die Zauberflöte und Jacquino in Fidelio, Mime in Das Rheingold, Mime in Siegfried.
Neben seiner internationalen Tätigkeit als Opernsänger ist Ulrich Reß ein gefragter Lied- und Oratoriensänger. So trat er beispielsweise am 31. Oktober 2009 in der Herz-Jesu-Kirche an der Seite von Sophia Brommer und Michael Volle als Uriel in dem Oratorium Die Schöpfung von Joseph Haydn auf.

## Diskografie
- Diskographie von Ulrich Reß